# Артёмовка (Киевская область)
Артёмовка (укр. Артемівка) — село, входит в Бориспольский район Киевской области Украины.
Население по переписи 2001 года составляло 293 человека. Почтовый индекс — 08336. Телефонный код — 4595. Занимает площадь 0,62 км². Код КОАТУУ — 3220884402.

## Местный совет
08336, Киевская обл, Бориспольский р-н, с. Кучаков, ул. Ленина, 76